# Audit comptable et financier
 (août 2006).
 (mars 2021).
Si vous disposez d'ouvrages ou d'articles de référence ou si vous connaissez des sites web de qualité traitant du thème abordé ici, merci de compléter l'article en donnant les références utiles à sa vérifiabilité et en les liant à la section « Notes et références ».
 (octobre 2024).
L'audit comptable et financier est un examen des états financiers d'une entreprise (d'une institution, fondation, association, d'un organisme, etc. ou de toute organisation disposant d'une comptabilité). Il vise à vérifier la sincérité des comptes, leur régularité, leur conformité et leur aptitude à refléter une image fidèle de l'état des finances et actions comptables de l'entité auditée.
Cet examen est effectué par un professionnel appelé « Auditeur », ancien terme français qui se retrouve en France par exemple dans les grades d'auditeur de la Cour des comptes ou du Conseil d'État. Cet auditeur pour être crédible doit être indépendant, et dans le cas d'un audit interne indépendant de la direction de l'entreprise, notamment de la Direction Financière (il est alors par exemple sous le contrôle d'un comité d'audit).
C'est la forme moderne de contrôle, de vérification, d’inspection, de surveillance des comptes, en apportant une dimension critique. L’audit peut être interne ou externe. Il peut être uniquement financier. Dans le cas d'un audit externe financier, il peut faire l'objet de missions contractuelles ou légales. L’audit est souvent plus large que la notion de révision et dépasse le domaine comptable et financier. Dans le domaine de l'audit comptable et financier (externe, financier et légal), il existe plusieurs normes :
- Internationales
  - Normes ISA (International Standards of Auditing) : Audit et autres missions (examen limité, procédures convenues, compilation). Ces normes sont élaborées par un comité de l'IFAC qui est appelé IAASB (International Auditing and Assurance Standards Board)

- En France
  - Les normes d'exercice professionnel (NEP) de la CNCC (Compagnie Nationale des Commissaires aux Comptes) qui sont une transposition des normes ISA liées à l'Audit.
  - Les normes de l’OEC (Ordre des Experts Comptables) qui sont une transposition des normes IFAC liées au Conseil.
- En Suisse
  - Les normes d'Audit Suisse, abrégées NAS, s'occupent de réglementer le domaine.

La démarche présentée ci-dessous est centrée autour des pratiques et de la réglementation en France, mais est valable dans ses grandes lignes pour tous les pays qui s'inspirent des pratiques comptables françaises.
Cet audit (comptable et financier) est de plus en plus souvent associé à un audit juridique, fiscal et social et à un audit environnemental, par exemple dans le cadre de la responsabilité sociétale des entreprises (RSE).

## Démarche générale d'audit comptable et financier en France
Pour le PCG (Plan Comptable Général), la comptabilité est définie comme un système d’organisation de l’information financière. La comptabilité est un outil qui fournit, après traitement approprié, un ensemble d’informations conforme aux besoins des parties prenantes : dirigeants, actionnaires, salariés, banques, autres partenaires. Il est important que l’image que la comptabilité donne de la situation de l’entité soit la plus fidèle possible. Un contrôle général, s’appliquant à l’ensemble de la comptabilité, en vue d'en vérifier la régularité et la sincérité, est indispensable ; telle est la mission, légale ou contractuelle, de l’auditeur des comptes.
La notion de révision comptable est apparue avec la profession d’expert-comptable. Selon une ordonnance de 1945 : est expert-comptable, celui qui fait profession de réviser et d’apprécier la comptabilité des entreprises et organismes, auxquels il n’est pas lié par un contrat de travail. (réviser = revoir la comptabilité). La notion d’audit (du latin « audire ») est apparu au XIVe siècle : fonction d’auditeur de la Cour des comptes. Ce terme fut employé ensuite par les anglophones avant de revenir en France, dans le monde des affaires, puis s’est substitué à celui de révision dans la profession. La définition reconnue par les praticiens est la suivante : mission d’opinion, confiée à un professionnel indépendant, utilisant une méthodologie spécifique de diligences acceptables par rapport à des normes.

## Les missions d'audit des comptes annuels
Le contrôle légal et le contrôle contractuel : le contrôle légal s’applique en vertu d’une disposition légale obligatoire. Il peut s’exercer à l’initiative d’un juge. Le contrôle contractuel peut être demandé par l’entreprise ou par des tiers. Les objectifs sont différents.

### Le contrôle légal obligatoire
Commissariat aux comptes : Les sociétés de capitaux telles les sociétés par actions, SA, SCA et SAS sont soumises au contrôle légal, quelle que soit leur taille. (loi du 1er mars 1984). 
Pour apprécier le dépassement des seuils requis, fixés par la loi PACTE, il convient de se placer à la date de clôture d'un exercice social et, pour les sociétés nouvellement créées, à partir de la clôture du premier exercice.
Les SAS appartenant à un groupe doivent, même en l'absence de dépassement des seuils, désigner, sans délai, un commissaire aux comptes.
Certaines opérations nécessitent l'établissement d'un rapport par un commissaire aux comptes pour leur validité ou par renvoi aux règles des sociétés anonymes ; les SAS concernées désigneront alors un commissaire ad hoc.
Les seuils conditionnant l'application de la norme d'exercice professionnelle spécifique aux SNC, SARL et SAS sont définis
Les dispositions algériennes prescrivent un contrôle légal aux SARL quelle que soit leur taille et excluent de ce contrôle légal les sociétés de personnes (SNC…).
Commissariat à la transformation : lors des opérations de transformation, le C.A.C. (commissaires aux comptes) si la société en est dotée, ou à défaut un commissaire à la transformation nommé, établissent un rapport sur la régularité des opérations de transformation et sur la situation de la société transformée (code de commerce art. 224-3, 223-43, 225-244, 225-245)
Commissariat à la fusion ou scission : un commissaire à la fusion ou à la scission, indépendant des commissaires aux comptes des sociétés fusionnées ou de la société scindée est nommé (code de commerce). Il établit un rapport présenté lors de l'assemblée générale extraordinaire approuvant l'opération.
Commissariat aux apports : (code de commerce) apports en nature, obligatoire lorsque la valeur d’un apport dépasse 7 500 € (création de société ou augmentation de capital).
Le contrat qui lie l’auditeur légal est considéré comme un contrat d’entreprise dans le sens de l’article 1710 du code civil français (contrat par lequel l’une des parties s’engage à faire quelque chose pour l’autre, moyennant un prix convenu entre elles). D’après les normes professionnelles, le commissaire aux comptes et son client définissent entre eux un contrat, nommé "lettre de mission", définissant les obligations réciproques et les honoraires.

### Le contrôle légal facultatif
Ce contrôle est décidé par les associés ou par le juge. Dans les SNC et SCS non soumises au contrôle légal obligatoire, les associés peuvent désigner un C.A.C. à l’unanimité ou à une majorité prévue dans les statuts. Dans les SARL, les associés peuvent nommer un C.A.C. à l’AG, à la majorité ordinaire.

### Le contrôle contractuel
La demande de ce contrôle peut être effectuée par l’entreprise ou par des tiers. Ce contrôle doit respecter les normes de l’OEC (Ordre des experts-comptables).
Toute information comptable et financière peut avoir des conséquences graves sur l’entreprise, aussi est-il nécessaire pour les dirigeants de s’assurer de la sincérité des informations. Les préoccupations d’une révision pour les dirigeants sont le plus souvent :
- les besoins d’une information financière fiable avant de la présenter à des tiers ou aux associés,
- l’appréciation de l’organisation comptable actuelle afin d’en déceler les insuffisances et de les améliorer,
- la nécessité d’éviter des fraudes et des détournements.

Certains tiers ou partenaires de l’entreprise en relation avec elle ont souvent intérêt à ce que les comptes soient préalablement révisés avant de prendre des décisions. Ainsi, la demande du contrôle peut être faite par :
- les banques,
- les salariés, par l’intermédiaire du comité ou des syndicats,
- une entreprise voulant fusionner,
- l’autorité des marchés financiers (AMF).

Le contrat qui lie l’auditeur contractuel est considéré comme un contrat d’entreprise dans le sens de l’article 1710 du code civil français (contrat par lequel l’une des parties s’engage à faire quelque chose pour l’autre, moyennant un prix convenu entre elles). D’après les normes professionnelles, l’expert-comptable et son client définissent une lettre de mission, définissant les obligations réciproques.

### Le contrôle interne
Définition donnée par les experts-comptables, en congrès en 1977 : « le contrôle interne est l’ensemble des sécurités contribuant à la maîtrise de l’entreprise. Il a pour but d’assurer la protection, la sauvegarde du patrimoine et la qualité de l’information, de l’autre, l’application des instructions, les méthodes et les procédures de chacune des activités de l’entreprise pour maintenir la pérennité de celle-ci. »
Il se manifeste par l’organisation, les méthodes et les procédures de chacune des activités de l’entreprise pour maintenir la pérennité de celle-ci.
Définition donnée par les C.A.C., en 1987 : le contrôle interne est constitué par l’ensemble des mesures de contrôle comptable ou autre, que la direction définit, applique et surveille, sous sa responsabilité, afin d’assurer la protection du patrimoine de l’entreprise et la fiabilité des enregistrements comptables et des comptes annuels qui en découlent.
Définition de l’American Institue of Certified Public Accountants : le contrôle interne est formé de plans d’organisation et de toutes les méthodes et procédures adoptées à l’intérieur d’une entreprise pour protéger ses actifs, contrôler l’exactitude des informations fournies par la comptabilité, accroître le rendement et assurer l’application des instructions de la direction.
Définition donnée par la norme 400 de l’IAASB (International Auditing and Assurance Standard Board) : le système de contrôle interne est l’ensemble des politiques et procédures mises en œuvre par la direction d’une entité en vue d’assurer, dans la mesure du possible, la gestion rigoureuse et efficace de ses activités. Ces procédures impliquent le respect des politiques de gestion, la sauvegarde des actifs, la prévention et la détection des fraudes et des erreurs, l’exhaustivité des enregistrements comptables et l’établissement en temps voulu d’informations financières stables.
En résumé :
- Application des instructions de la direction.
- Favoriser les performances de l’entité.
- Protection du patrimoine.
- Fiabilité de l’information comptable.

Le contrôle interne repose sur un certain nombre de règles et de principes définis par l’OEC de 1977 :
- l’organisation (établie par la direction),
- l’intégration (mise en place d’un système d’autocontrôle),
- la permanence (pérennité des systèmes de régulation),
- l’universalité (le contrôle interne concerne toutes les personnes de l’entité),
- l’indépendance (le contrôle est indépendant des méthodes, procédés et moyens de l’entité),
- l’harmonie (adéquation du contrôle interne aux caractéristiques de l’entité et de son environnement),
- l’information (critère de pertinence, d’utilité, d’objectivité et de communicabilité).

### Le contrôle externe
C’est dans la deuxième moitié du XIXe siècle, que les entreprises ont pris l’habitude de soumettre leurs comptes à la vérification d’experts étrangers à l’entreprise. En France, l’ordonnance du 19 septembre 1945 régit la profession des E.C. (experts-comptables). La profession de C.A.C. s’est organisée après la loi du 24 juillet 1966. Les E.C. et les C.A.C. sont deux professions organisées séparément, mais qui peuvent être exercées par les mêmes personnes. Le diplôme d'E.C. permet d’exercer le commissariat aux comptes. Les missions des C.A.C. sont définies, pour l’essentiel par la loi de 1966 (vérification de la comptabilité et certification des comptes). Une même personne ne peut pas être E.C. et C.A.C. d’une même société. Le contrôle externe s’effectue en deux temps :
- contrôle de la tenue des comptes,
- examen des documents de synthèse (bilan, compte de résultat, annexe).

Le but est de s’assurer que les principes comptables fondamentaux sont respectés. En premier lieu, le réviseur estime un risque d'audit pour pouvoir planifier ses vérifications. Parmi ces procédures de vérification, il fait un examen analytique, en effectuant les contrôles suivants :
- validité des documents comptables,
- contrôle par recoupements internes et externes,
- contrôles des évaluations (méthodes comptables),
- contrôles physiques (stocks, immobilisations…).

Ces contrôles sont réalisés de manière intégrale ou par sondage. Les missions d’audit des comptes annuels peuvent être demandées par l’entreprise elle-même ou par des tiers. La mission générale du C.A.C. est :
- vérification de la comptabilité,
- certification des comptes.

## Certification des comptes
La certification des comptes est la mission principale des C.A.C. Les C.A.C. sont nommés par l’AGO (assemblée générale ordinaire), ils rendent compte de leur mission à cette AG, en présentant un rapport de certification. À la suite de ses contrôles et en application de la loi du 24 juillet 1966, le C.A.C. intervient dans certaines entreprises pour assurer aux actionnaires, aux salariés et aux tiers que les comptes annuels sont réguliers et sincères et donnent une image fidèle du résultat des opérations de l’exercice écoulé, ainsi que de la situation financière du patrimoine de l’entité à la fin de cet exercice.
- Régularité : comptes conformes aux règles et procédures en vigueur (PCG).
- Sincérité : elle résulte de l’évaluation correcte des valeurs comptables, ainsi que d’une application raisonnable des risques et des dépréciations de la part des dirigeants (AMF) ; loyauté et bonne foi dans l’établissement des comptes.
- Image fidèle : issue de la quatrième directive européenne, n’est pas véritablement définie, traduit l’expression anglaise true and fair view. La notion d’image fidèle est liée aux obligations de régularité et de sincérité, ainsi que l’application du principe de prudence (PCG). Traduction financière de la réalité.

La certification nécessite la mise en œuvre de l’audit. La démarche générale du C.A.C. se présente en six étapes :
- acceptation du mandat : avant d’accepter, le C.A.C. apprécie la possibilité d’effectuer sa mission,
- orientation et planification de la mission : le C.A.C. obtient une connaissance des particularités de l’entreprise, afin d’orienter et de planifier ses contrôles et d’éviter d’exécuter ultérieurement des travaux inutiles qui ne serviraient pas les objectifs de sa mission,
- appréciation du contrôle interne et analyse des opérations ponctuelles et exceptionnelles : la C.A.C. identifie les flux d’informations significatives, l’évaluation du contrôle interne sera apprécié e au cours de cette étape. Lorsque le C.A.C. peut estimer s’appuyer sur ces contrôles, s’il les estime fiables, il limite ainsi ses sondages,
- contrôle des comptes : le C.A.C. établit des programmes de contrôle des comptes. L’exécution de ces programmes lui permet d’obtenir les éléments probants nécessaires au fondement de son opinion,
- travaux de fin de mission : le C.A.C. fait la synthèse des conclusions et constats de ses travaux, vérifie la cohérence des comptes avec les diverses informations obtenues,
- rédaction du rapport ; le C.A.C. communique dans son rapport sur les comptes annuels : - l’opinion sur les comptes, - les conclusions de ses vérifications. Il précisera dans son rapport qu’il a effectué les diligences estimées nécessaires selon les normes d'exercice professionnel.

A coté des missions classiques du commissaire aux comptes, certaines lois des pays exigent des interventions connexes du commissaire aux comptes tel que par exemple, le commissariat à la transformation. Cette mission est exigée lors de la transformation d'une SARL en S.A. par exemple.

## Grands cabinets d'audit
Les Big Four ou Fat Four (les « quatre grosses entreprises ») : les quatre groupes d'audit les plus importants au niveau mondial (à la suite de nombreuses fusions). Ce sont des groupes exclusivement d'origine américaine et britannique. À l'exception de KPMG qui est Hollandais.
| Cabinet       | CA 2018 (milliards de $) |
| ------------- | ------------------------ |
| Deloitte      | 43,2                     |
| PwC           | 28,8                     |
| Ernst & Young | 34,8                     |
| KPMG          | 26,4                     |

## Scandales liés aux audits
Plusieurs scandales ont jalonné l'histoire des audits comptables et financiers, comme l'affaire Enron et le scandale Wirecard, souvent liés à des problèmes systémiques des Big 4.
D'importants scandales ont terni la réputation de la profession, à l'image de ceux d'Enron et de Worldcom qui ont mené Arthur Andersen, alors cinquième plus grand cabinet de conseil au monde, à la faillite. Ces affaires ont été à l'origine de profondes transformations et ont poussé les organismes de contrôle à mettre en place des règles strictes pour assurer la certification et l'indépendance de ces sociétés. Cependant, aucun grand cabinet ne peut prétendre avoir pu rester à l'écart de la tourmente. Deloitte (ainsi que Grant Thornton) est mis en cause dans l'affaire Parmalat, Ernst & Young sur la sellette dans l'affaire de l'université de Genève, et KPMG est soupçonné par la SEC d'avoir aidé Xerox à maquiller ses comptes entre 1997 et 2000. Quant à PricewaterhouseCoopers, outre son implication dans l'affaire Swissair, il se trouva au cœur d'un grave problème de conflit d'intérêts du fait de sa prise de contrôle de Cartesis.
À la suite de la multiplication des scandales financiers survenus sur le continent, en 2014, l'Union européenne a estimé que la longévité des relations d'affaires entre les cabinets d'audit et leurs clients nuisait à leur indépendance,. L’institution adopte donc un nouveau cadre réglementaire (2014/56/EU) imposant aux entreprises du CAC 40 de procéder à une rotation de leurs contrôleurs financiers tous les dix ans. Cette réforme sera mise en œuvre à partir du mois de juin 2016.